# Tempel van Bona Dea
De Tempel van Bona Dea (Latijn: Aedes Bonae Deae Subsaxanae) was een antieke tempel in het oude Rome.
De tempel was gewijd aan de Romeinse godin van kuisheid en vruchtbaarheid Bona Dea (Goede Godin). Ze was in de 3e eeuw v.Chr. gebouwd op de noordoostelijke helling van de Aventijn onder een deel van deze heuvel dat Saxum werd genoemd, waar de bijnaam Subsaxana vandaan komt. De tempel stond ten zuiden van het Circus Maximus.
De cultus van Bona Dea werd alleen maar door vrouwelijke priesters onderhouden en de tempel was strikt verboden voor mannelijke bezoekers. Onder de tempel was een oude grot waar de priesteressen tamme slangen en geneeskrachtige kruiden bewaarden. Op 1 mei werd het door de staat betaalde festival van Bona Dea gevierd in haar tempel.
Livia, de vrouw van keizer Augustus, liet de tempel restaureren, evenals Hadrianus in de 2e eeuw. De Tempel van Bona Dea heeft zeker tot in de 4e eeuw bestaan en raakte daarna door de opkomst van Christendom buiten gebruik en verviel. Op deze plaats werd in de Middeleeuwen de kerk Santa Balbina gebouwd. Er zijn geen restanten van de oude tempel teruggevonden.

## Referentie
- S. Platner, a topographical dictionary of ancient Rome, London 1929. Art. Bona Dea Subsaxana